# 万城镇 (高邑县)
万城镇，是中华人民共和国河北省石家庄市高邑县下辖的一个行政建制镇。

## 行政区划
万城镇下辖以下地区：
万城村、城照村、南蒲底村、西蒲底村、东蒲底村、石家庄村、谷兴庄村、董家庄村、田家庄村、东林村、西林村、武城村、北焦村、榆林村、西良庄村、王良庄村、石良庄村、东良庄村、王同庄村、牛家庄村、西马闲村、寺马闲村、东马闲村、西西韩村、东西韩村、东南岩村和西南岩村。